# Schawar
Schawar ibn Mudschir as-Saʿdi (arabisch شاور بن مجير السعدي, DMG Šāwar b. Muǧīr as-Saʿdī; † 1169), auch Schawar von Ägypten, war Wesir der Fatimiden (1163–1169).
Zu Beginn der Regierungszeit des Kalifen al-ʿĀdid (1160–1171) brachen heftige Machtkämpfe aus, denen der Regent und Wesir Tala'i ibn Ruzzik zum Opfer fiel (1161). Im Verlauf dieser Unruhen war Schawar gezwungen nach Syrien zu den Zengiden zu fliehen. Durch diese internen Auseinandersetzungen waren die Fatimiden so geschwächt, dass sie zur Niederschlagung von Aufständen und der Abwehr der Kreuzfahrer die Zengiden um Hilfe riefen. 
Diese entsandten Truppen unter Schirkuh und dessen Neffen Saladin, die 1163 einen Angriff der Kreuzfahrer abwehrten und Schawar als Wesir in Ägypten durchsetzten. Allerdings verbündete sich Schawar nun mit den Kreuzfahrern und vertrieb die Zengiden. Dafür musste an die Kreuzfahrer nun Tribute entrichtet werden. 
Mit dem Vorstoß der Kreuzfahrer bis nach Kairo (1168) war die Schaukelpolitik Schawars aber gescheitert und er musste erneut die Zengiden um Hilfe anrufen. Erneut vertrieben diese unter Schirkuh und Saladin die Kreuzfahrer. Nach der Besetzung Ägyptens (1169) wurde Schawar gestürzt und ermordet. Schirkuh wurde nun neuer Wesir der Fatimiden. Nach seiner Ermordung begründete Saladin die Dynastie der Ayyubiden in Ägypten (1171–1250).